# Bächlistock
Der Bächlistock ist ein 3246 m ü. M. hoher Berg in den östlichen Berner Alpen im Grimselgebiet.

## Geografie
Der Bächlistock ist ein Gipfel in der Bergkette, die sich vom Bärglistock (3655 m ü. M.) über fast 15 Kilometer bis zum Juchlistock (2594 m ü. M.) zieht und das stark vergletscherte Quellgebiet der Aare auf der Nordseite begrenzt. Über den Berg verläuft die Grenze zwischen den Gemeinden Innertkirchen und Guttannen.
Der nächste höhere Berggipfel ist der Hienderstock (3307 m ü. M.) fast zwei Kilometer im Westen. 800 Meter nordöstlich des Bächlistocks steht, von diesem durch die Obre Bächlilicke (3073 m ü. M.) getrennt, der Grosse Diamantstock (3162 m ü. M.).
Die steile, 1200 Meter vom Bächlistock zum Tal des Unteraargletschers abfallende Südflanke ist praktisch eisfrei, seit der Vordere Triftgletscher zu Beginn des 21. Jahrhunderts ganz weggeschmolzen ist. An gewissen Stellen wird der Berghang durch auftauenden Permafrost unstabil.
Auf der Ostseite des Berges liegt der noch mehr als einen Quadratkilometer grosse Bächligletscher und im Nordwesten der Hiendertelltigletscher. Am Bächligletscher entspringt der Bächlisbach, der gegen Osten durch das Hochtal Bächli fliesst und im Aaretal in den Räterichsbodensee mündet. Der Wildbach durchquert die verlandete Ebene Bächlisboden, eine alpine Schwemmebene, die im Bundesinventar der Auengebiete von nationaler Bedeutung verzeichnet ist.

## Schutzgebiete
Der Berg liegt im Naturschutzgebiet Grimsel, im Landschaftsschutzgebiet «Berner Hochalpen und Aletsch-Bietschhorn-Gebiet (nördlicher Teil)» des Bundesinventars der Landschaften und Naturdenkmäler von nationaler Bedeutung (BLN) und am nordöstlichen Rand des UNESCO-Weltnaturerbes «Schweizer Alpen Jungfrau-Aletsch».

## Alpinismus
Der Bächlistock befindet sich auf einer Hochroute zwischen der Bächlitalhütte und der Lauteraarhütte.